# Nicolás Burdisso
Nicolás Andrés Burdisso (* 12. April 1981 in Altos de Chipión, Provinz Córdoba) ist ein ehemaliger argentinischer Fußballspieler, der zuletzt beim FC Turin in der italienischen Serie A unter Vertrag stand.

## Karriere

### Im Verein
Der Verteidiger Burdisso wurde bei den Boca Juniors in Buenos Aires ausgebildet, bei denen er im Alter von 18 Jahren seine Profikarriere 1999 begann. Mit Boca gewann er zweimal die argentinische Meisterschaft (Apertura 2000 und 2003), dreimal die Copa Libertadores (2000, 2001 und 2003) sowie zweimal den Weltpokal (2000 und 2003).
Im Sommer 2004 wechselte er von den Boca Juniors zu den italienischen Traditionsklub Inter Mailand für eine Ablösesumme von 3,5 Millionen €, und unterschrieb dort einen 4-Jahres-Vertrag. Die Saison 2004/05 verpasste er aber fast komplett, weil er nach Argentinien zurückkehrte um seiner an Leukämie erkrankten Tochter beizustehen. Zur Saison 2005/06 kehrte zur Mannschaft zurück und gewann mit Inter den Coppa Italia. Ende August 2006 verlängerte er seinen Vertrag mit Inter bis 2009. Als Inter-Legende Giacinto Facchetti 2006 verstarb, erhielt Burdisso die Trikotnummer 16 statt der 3, da Facchettis Nummer 3 nicht mehr vergeben wurde. Von seinen vier Liga-Toren für Inter erzielte Burdisso zwei per Kopf im Spiel gegen Messina (29. November 2006, 4:0) und einen weiteren Doppelpack am 27. Januar 2007 beim 3:0 gegen Sampdoria Genua. Beim Achtelfinalrückspiel der Champions League Saison 2006/07 gegen den FC Valencia kam es nach dem Schlusspfiff zu Rangeleien auf dem Platz. Die Tumulte hatten begonnen, nachdem Valencias Kapitän Carlos Marchena im Anschluss an ein Wortgefecht Burdisso übel getreten hatte. Fast alle Spieler wurden daraufhin am Mittelkreis in Handgreiflichkeiten verwickelt. David Navarro stürmte auf das Feld und brach mit einem Faustschlag Burdisso das Nasenbein. Burdisso erhielt eine Sperre von sechs Europapokal-Spielen, Navarro wurde für sechs Monate gesperrt. Am 12. März 2008 bestritt Burdisso gegen den FC Liverpool sein erstes Champions-League-Match nach Ablauf der Sperre, wurde aber in der 60. Minute mit Gelb-Rot vom Platz geschickt. In seiner Zeit bei Inter agierte Burdisso als Innenverteidiger, aber auch als Rechts- und Linksverteidiger. 2009 gewann er seine vierte Meisterschaft in Folge mit Inter. Bis dahin holte Burdisso 19 Titel in seiner Laufbahn und ist nach Titeln zweiterfolgreichster argentinischer Fußballspieler nach Alfredo Di Stéfano mit 21 Titeln.
Am 22. August 2009 wurde Burdisso für ein Jahr zum AS Rom verliehen, der ihm ein Jahresgehalt von drei Millionen € anbot. Schon einen Tag nach seiner Verpflichtung bestritt er für die Römer das Eröffnungsspiel der Serie A 2009/10. Sein erstes Tor für die „Roma“ erzielte Burdisso am 20. Dezember 2009. Beim 2:0-Sieg gegen den FC Parma traf er zum 1:0.
Zur Saison 2010/11 unterzeichnete er beim AS Rom einen Vierjahresvertrag, die Ablösesumme soll rund acht Millionen Euro betragen haben. Burdisso kündigte außerdem an, seine Karriere bei den Boca Juniors ausklingen lassen zu wollen. Beim AS Rom spielte er in jener Saison erstmals mit seinem jüngeren Bruder Guillermo in einer Mannschaft, ehe dieser den Verein im Sommer 2011 zum FC Arsenal verließ.
Am 12. Januar 2014 absolvierte Burdisso sein 100. Serie A Spiel für die Roma. Am 23. Januar 2014 wechselte Burdisso zum CFC Genua.
Am 31. August 2017 wechselte Burdisso zum FC Turin. Am Ende der Saison wurde sein Vertrag nicht verlängert. Im Oktober 2018 beendete Burdisso 37-jährig nach insgesamt über 300 Spielen in der Serie A seine aktive Karriere.

### In der Nationalmannschaft
Mit der Jugendauswahl der argentinischen Nationalmannschaft gewann Nicolás Burdisso die Junioren-Fußballweltmeisterschaft 2001 in Argentinien. Mit der Amateurmannschaft Argentiniens gewann er bei den Olympischen Spielen 2004 die Goldmedaille.
Während der Fußballweltmeisterschaft 2006 war er nur Ersatz-Verteidiger hinter dem erfahrenen Roberto Ayala und dem Kapitän Juan Pablo Sorín, dennoch kam er insgesamt auf drei Einsätze in der Vorrunde. Im Viertelfinale scheiterte er mit seinem Land gegen Gastgeber Deutschland 3:5 nach Elfmeterschießen.
Im Sommer 2007 nahm er wiederum an der Copa América teil. Burdisso kam als Ersatzspieler im Laufe des Turniers ein Mal zum Einsatz. Der Turniersieg blieb ihm allerdings verwehrt, da Argentinien, wie bereits 2004, im Endspiel gegen Brasilien unterlag.
Im Jahr 2008 schoss Burdisso in Freundschaftsspielen gegen Ägypten und Mexiko seine ersten Treffer für die Nationalmannschaft.
2010 wurde er von Nationalcoach Diego Maradona in den Kader Argentiniens für die Fußball-Weltmeisterschaft 2010 berufen, scheiterte aber neuerlich im Viertelfinale an Deutschland.

## Erfolge/Titel
Als Nationalspieler 
- Juniorenweltmeister: 2001
- Goldmedaille beim olympischen Fußballturnier: 2004

 Mit seinen Vereinen 
- Argentinischer Meister Torneo Apertura: 2000, 2003
- Copa Libertadores: 2000, 2001, 2003
- Weltpokalsieger: 2000, 2003
- Italienischer Supercupsieger: 2005, 2006, 2008, 2010
- Italienischer Pokalsieger: 2004/05, 2005/06
- Italienischer Meister: 2005/06*, 2006/07, 2007/08, 2008/09

* zuerkannt infolge des italienischen Fußball-Skandals 2005/2006